# Холодная тёмная материя
Холодная тёмная материя (англ. Cold dark matter, CDM) — предполагаемый вид тёмной материи, частицы которой движутся медленно по сравнению со скоростью света (понятие холодный в CDM-модели) и слабо взаимодействуют с обычным веществом и электромагнитным излучением (понятие тёмный в CDM-модели). Считается, что около 26,8 % вещества во Вселенной является тёмной материей, и лишь малая доля представляет собой обычное барионное вещество, составляющее звёзды, планеты и живые организмы.

## История развития теории
В 1982 году три независимые группы космологов опубликовали статьи, посвящённые теории холодной тёмной материи: Джеймс 
Пиблс, Джон Бонд, Алекс Салаи;  Майкл Тернер и 
Джордж Блюменталь, Х. Пагельс и Джоэл Примак. Значительную обзорную статью, посвящённую подробностям теории, в 1984 году написали Блюменталь, Сандра Фабер, Примак и Мартин Рис.

## Содержание теории

### Формирование структур
В теории холодной тёмной материи рост структур происходит иерархически, при этом объекты на малых масштабах первыми коллапсируют под действием самогравитации и сливаются в рамках непрерывной иерархической структуры с образованием более крупных и массивных структур. В рамках парадигмы горячей тёмной материи, популярной в начале 1980-х годов, структуры не росли иерархически, но образовывались при фрагментации, при этом наиболее крупные сверхскопления образовывались первыми в плоских структурах и затем разделялись на меньшие части, подобные нашей галактике Млечный Путь. Выводы, получаемые в рамках парадигмы холодной тёмной материи, находятся в хорошем согласии с наблюдениями крупномасштабных структур во Вселенной.

### Лямбда-CDM модель
Основная статья: Модель Лямбда-CDM
С конца 1980-х — 1990-х годов большинство космологов предпочитают теорию холодной тёмной материи (в основном лямбда-CDM модель) для описания того, каким образом Вселенная из начального относительно однородного состояния на раннем 
этапе развития (как показывает распределение космического микроволнового излучения) перешла в состояние современного клочковатого распределения галактик и скоплений галактик. В теории холодной тёмной 
материи роль карликовых галактик является существенно важной, поскольку их считают блоками, из которых 
образуются более крупные структуры, созданными маломасштабными флуктуациями плотности в ранней Вселенной.

### Природа частиц тёмной материи
Тёмная материя определяется по гравитационному взаимодействию с обычным веществом и излучением.  Таким образом, сложно определить, из каких компонентов состоит холодная тёмная материя. Объекты-кандидаты можно разделить на три группы.
- Аксионы являются очень лёгкими частицами с особым типом взаимодействия друг с другом[6][7]. Аксионы обладают теоретическим преимуществом, поскольку их существование может решить одну из проблем квантовой хромодинамики, но пока эти частицы обнаружены не были.
- MACHO или массивные компактные объекты гало являются крупными плотными объектами, такими как чёрные дыры, нейтронные звёзды, белые карлики, очень слабые звёзды или несветящиеся объекты типа планет. Поиск таких объектов заключается в использовании метода гравитационного линзирования для обнаружения влияния таких объектов на изображения галактик фона. Большинство экспертов считает, что ограничения, полученные из результатов поиска объектов, исключают MACHO из числа кандидатов в составляющие тёмную материю объекты[8][9][10][11][12][13].
- WIMP:  тёмная материя может состоять из слабо взаимодействующих массивных частиц. На данный момент частицы с необходимыми свойствами открыты не были, но многие расширения стандартной модели предсказывают существование таких частиц. Поиск вимпов включает попытки прямого обнаружения высокочувствительными детекторами, а также попытки их создания на ускорителях частиц. Вимпы обычно рассматривают как наиболее вероятные кандидаты в составляющие тёмной материи[10][11][13]. Эксперимент DAMA/NaI и последовавший за ним эксперимент DAMA/LIBRA проводились для попыток прямого обнаружения частиц тёмной материи, проходящих через Землю, однако многие учёные скептически относятся к экспериментам, поскольку результаты похожих проектов не согласуются с результатами DAMA.

## Сложности
Существует несколько расхождений между предсказаниями модели холодной тёмной материи и наблюдениями галактик и их скоплений.
- Проблема пика плотности в гало (англ. the cuspy halo problem): распределение плотности тёмной материи в моделировании с участием холодной тёмной материи имеет гораздо более выраженный пик в центральной части по сравнению с наблюдаемым распределением, полученным при анализе кривых вращения галактик[14].
- Проблема отсутствующих спутников (англ. the missing satellites problem): моделирование в рамках теории холодной тёмной материи предсказывает гораздо большее количество карликовых галактик, чем наблюдается вокруг галактик типа Млечного Пути[15].
- Проблема диска спутников: карликовые галактики вокруг Млечного Пути и Туманности Андромеды по наблюдательным данным обращаются в пределах тонких плоских структур, но моделирование показывает, что орбиты спутников должны быть ориентированы случайным образом[16].
- Проблема морфологии галактик: если галактики растут иерархически, то для возникновения массивных галактик требуется много слияний. Крупные слияния создают классические балджи. Но 80 % наблюдаемых галактик не имеют балджа, при этом существует много гигантских дисковых галактик без балджа[17]. Доля галактик без балджа примерно постоянна в последние 8 млрд лет[18].

Для некоторых проблем были предложены решения, но пока остаётся непонятным, могут ли проблемы быть решены без отбрасывания парадигмы холодной тёмной материи.